# 旧来住家住宅
旧来住家住宅（きゅうきしけじゅうたく）は、兵庫県西脇市西脇にある歴史的建造物。1918年（大正7年）竣工の銀行家の来住梅吉旧邸で、国の登録有形文化財に登録されている。

## 概要

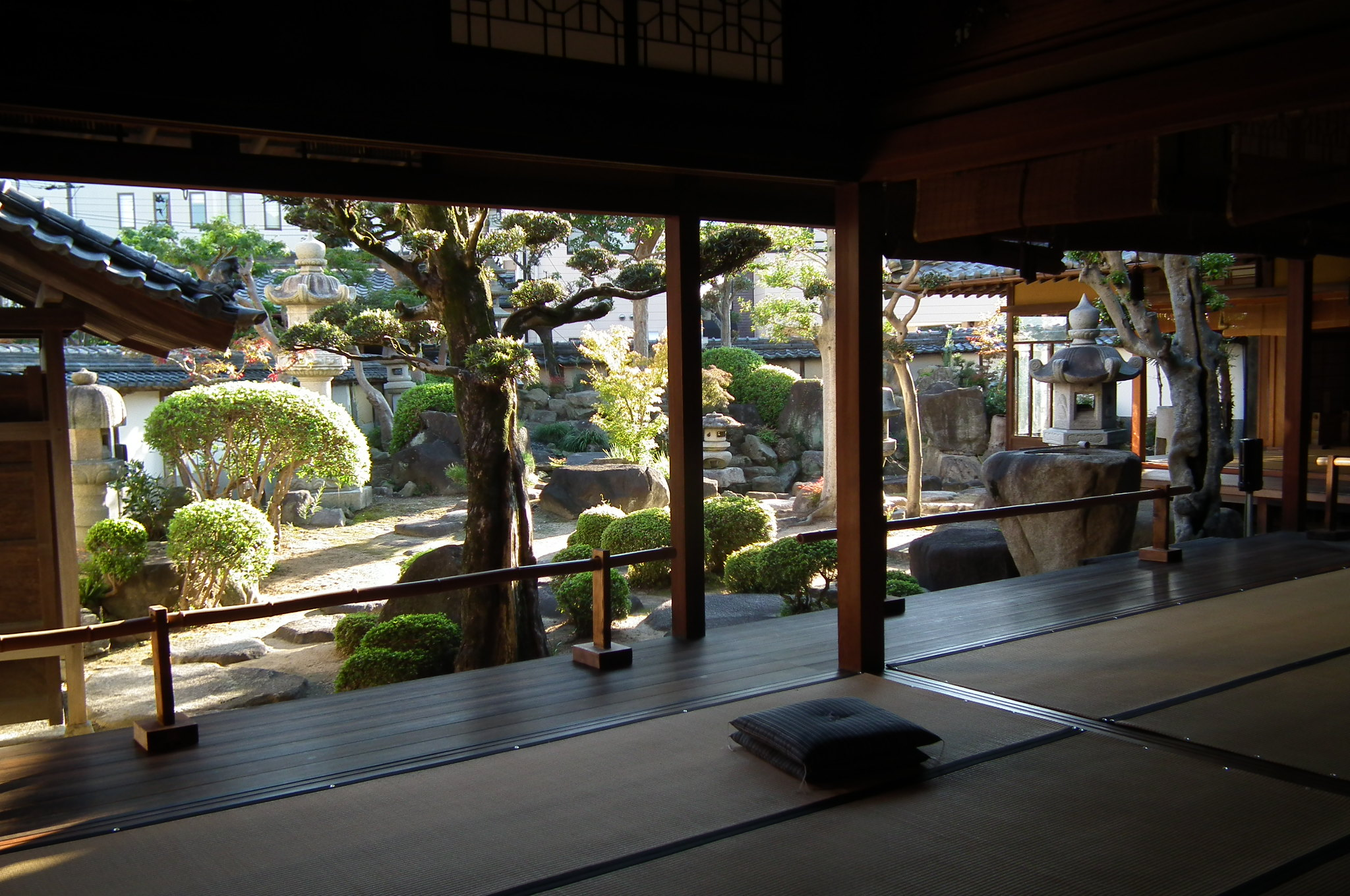
藪内流宗匠設計の庭園

来住家は糸商を家業とし、田畑約10町歩、山林80町歩を抱える豪農豪商として、代々栄えてきた。この住宅の施主である来住梅吉は西脇商業銀行（後に神戸銀行へ合併）の創始者でもある。梅吉は父の意思を受け継ぎ1915年（大正4年）に着工し、3年後の1918年（大正7年）には母屋および離れ、庭園を完成させた。
母屋の間取りは明治時代以降に発達した中廊下式の平面形が採用され、中央に廊下をはさみ南北2列の間取りがとられ、北側が家族空間、南側が接客空間、東端に台所と風呂などが配置される。廊下を畳敷きとすることで南北空間に連続性を持たせている。

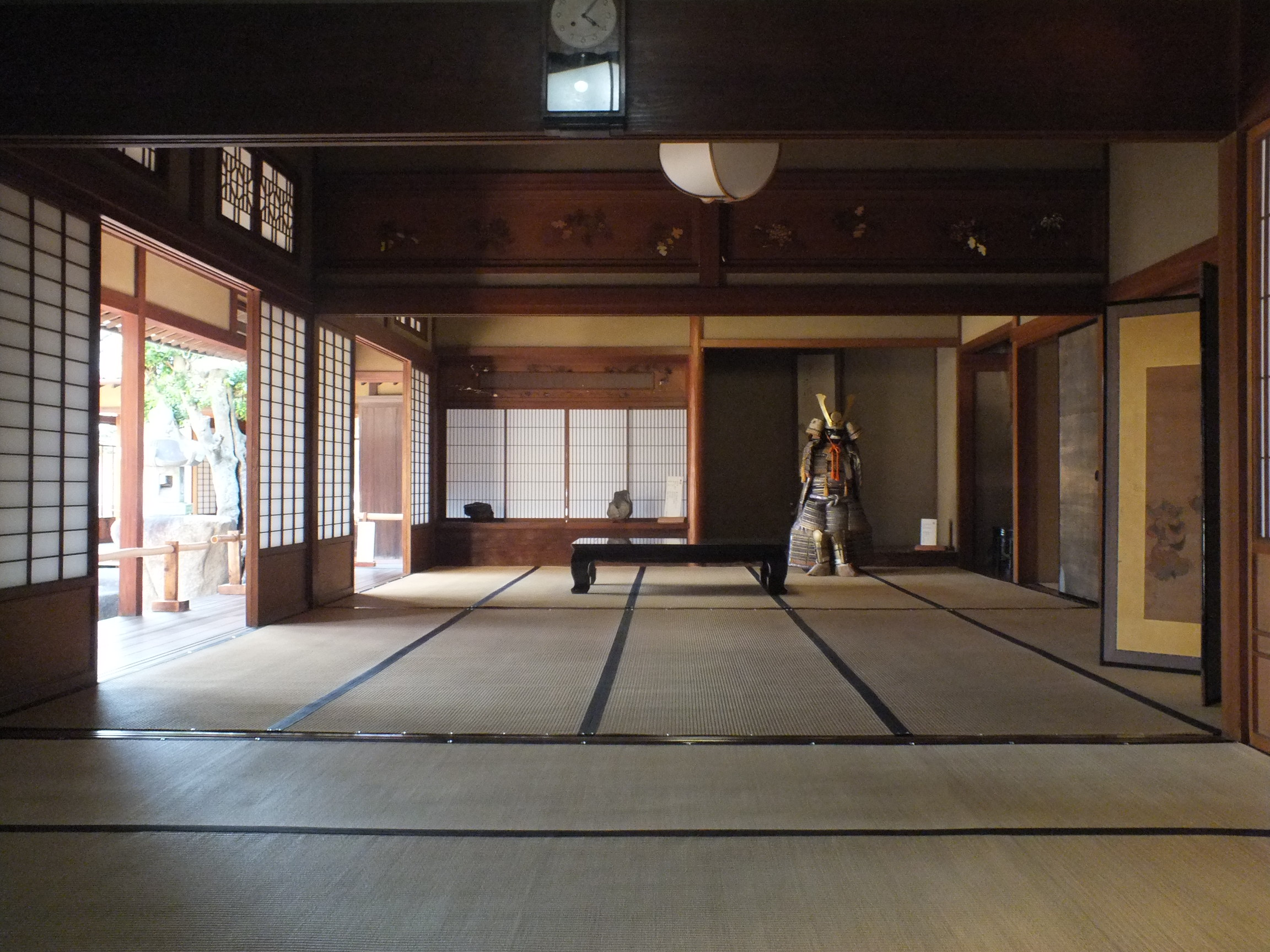
母屋の大広間、庭園に面す。

当時の最高級材が適材適所に用いられ、現在では入手不可能な木材も多く用いられている。現在の貨幣価値に換算して54億円もの総建築費がかけられたが、現在その金額をもってしても入手困難な部材が多く、また当時の最高級の技術が駆使され、建築に当たっては釘は1本も使用されていないなど、技術的にも再建築は困難であろうといわれている。
2001年（平成13年）10月16日には来住邸の相続人らから、西脇市への土地・建物の寄付の意向を受け、同年9月議会の議決を経て受入を決定、受納式が行われた。2002年（平成14年）2月には国の登録有形文化財に登録された。2003年（平成15年）5月1日より一般公開され、まちづくりの拠点施設として利用されている。
なお、旧来住家住宅の敷地内には日替わりシェフレストラン「梅吉亭」が開設されている。

## 土地・建築詳細
- 土地面積は、1226．40m2、建物面積594.1m2。母屋、離れ、客湯殿、洋館及び東蔵、西蔵、トイレ（旧味噌蔵）からなる。母屋は1918年（大正7年）、洋館は1936年（昭和11年）竣工。
- 国の登録有形文化財
原簿登録 2002年（平成14年）2月14日（登録番号 28-0092~28-0094） 登録建造物:母屋、離れ、客湯殿

## 庭園
- 茶道の藪内流宗匠による設計。庭園には鞍馬石、鴨川石、生駒峠石などを使用。五重石塔、灯籠、園池などが配置される。

## 関連人物
- 1913年-1915年（大正2-4年）、のちの日本画壇の重鎮、橋本関雪が離れで逗留し多数の作品を描く。当家にて作品の頒布会なども行った。
- 1928年（昭和3年）、犬養毅が宿泊。漢詩4幅を残し、うち1幅を西脇市へ寄贈した[1]。
- 1940年（昭和15年）、朝香宮鳩彦王が宿泊[1]。

## ギャラリー

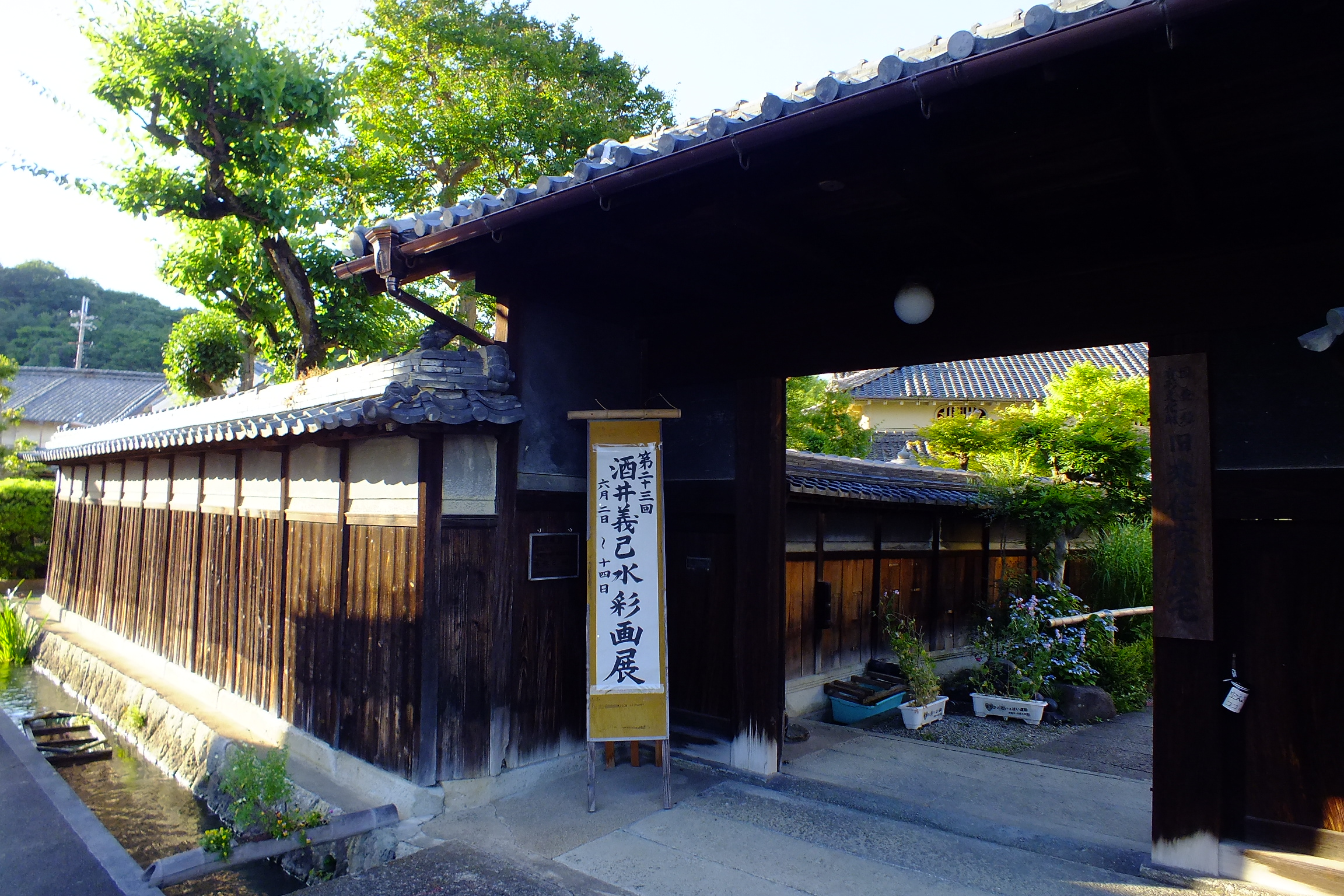
来住家住宅門
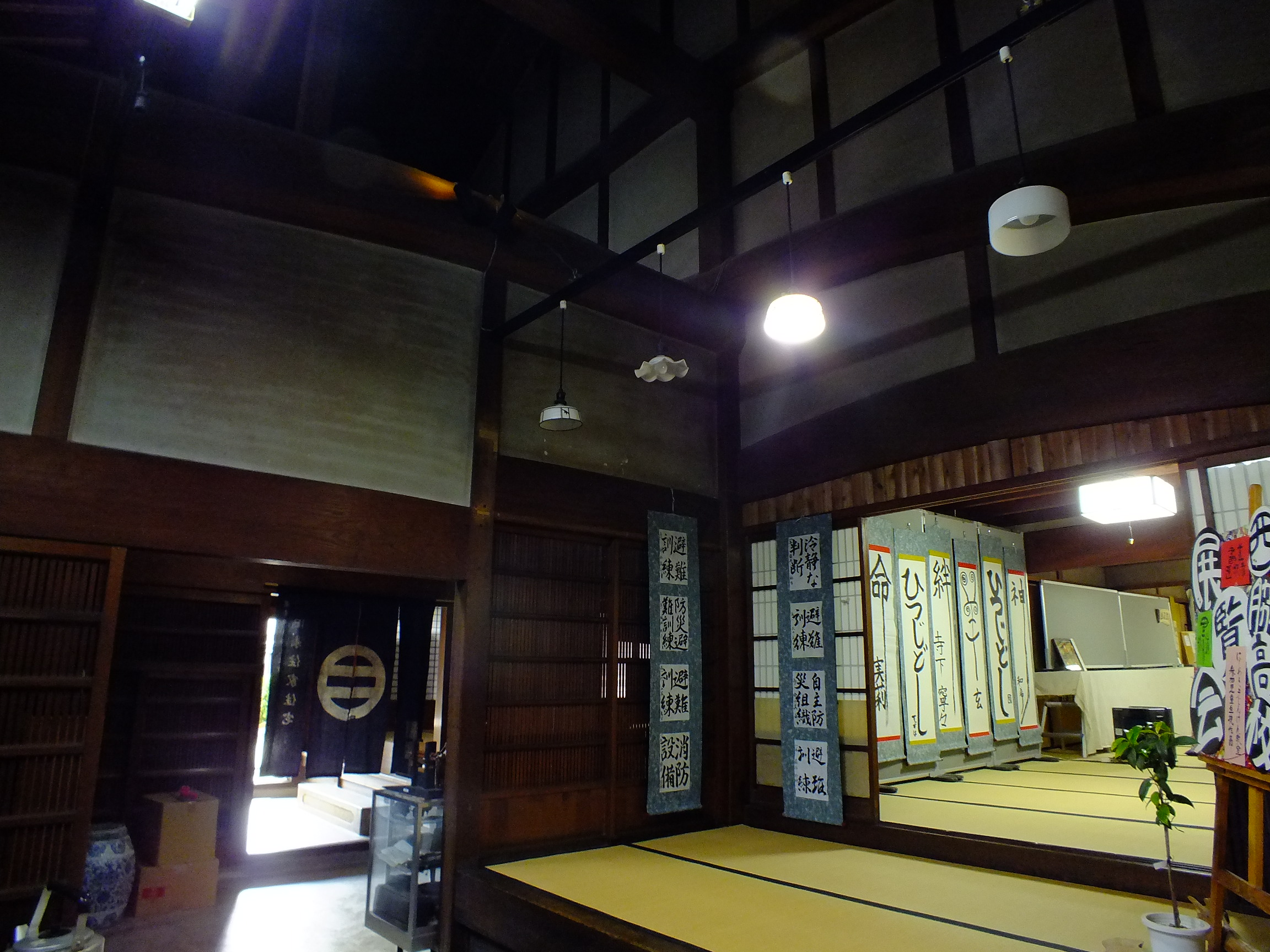
母屋の吹き抜け。
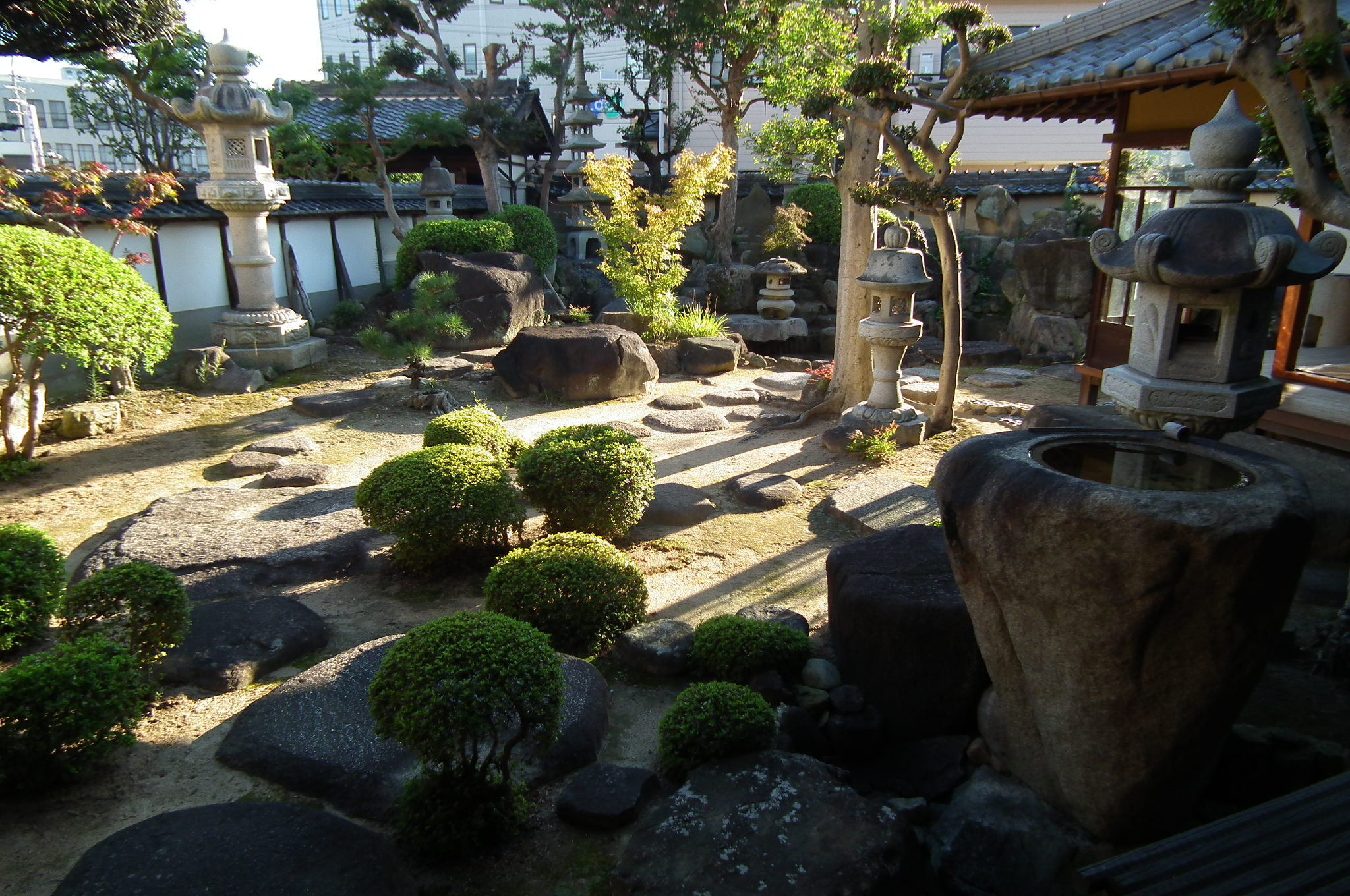
鞍馬石、鴨川石、生駒峠石などを使用。五重石塔、灯籠、園池などが配置される庭園。
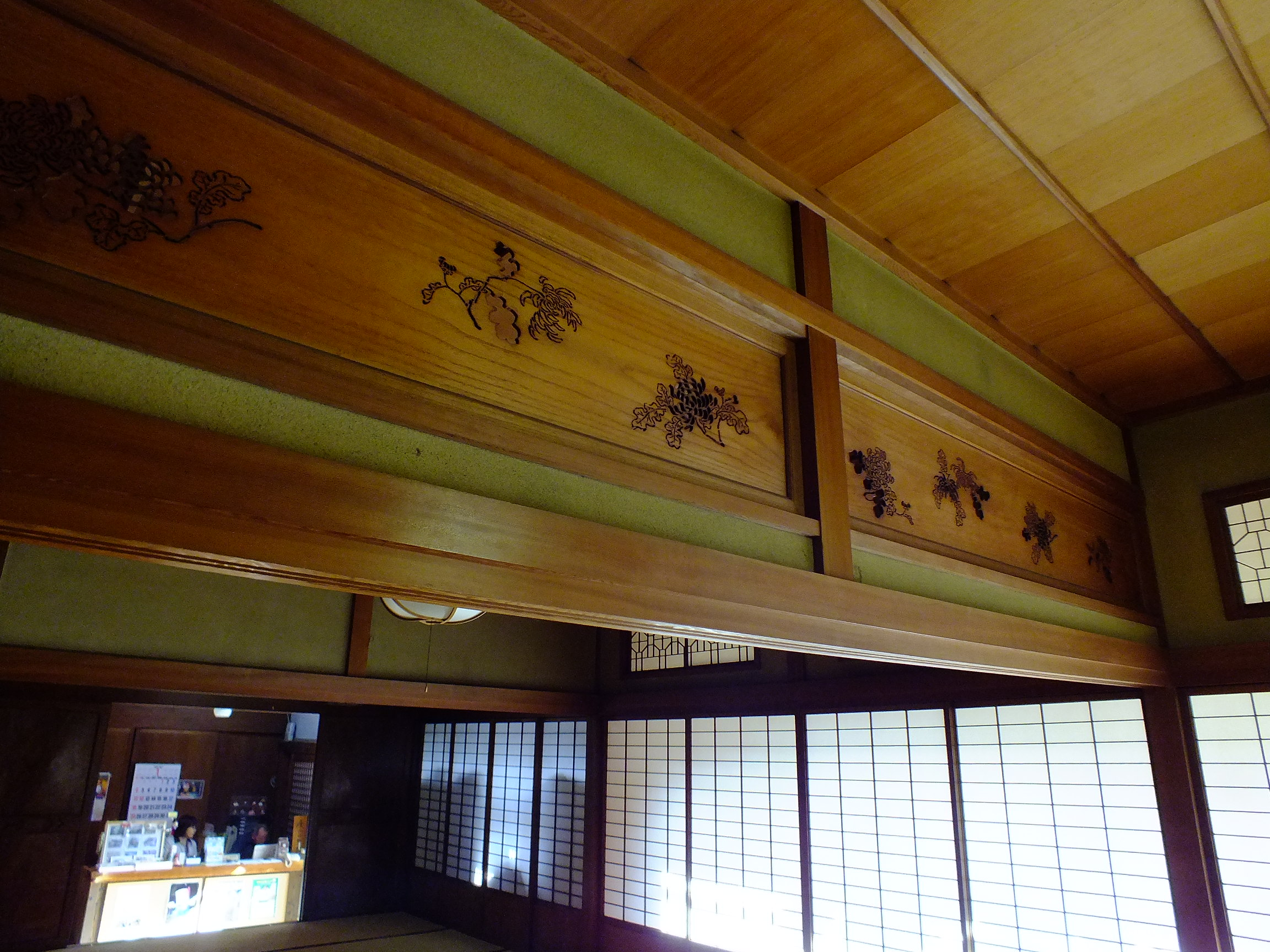
１階大広間欄間。
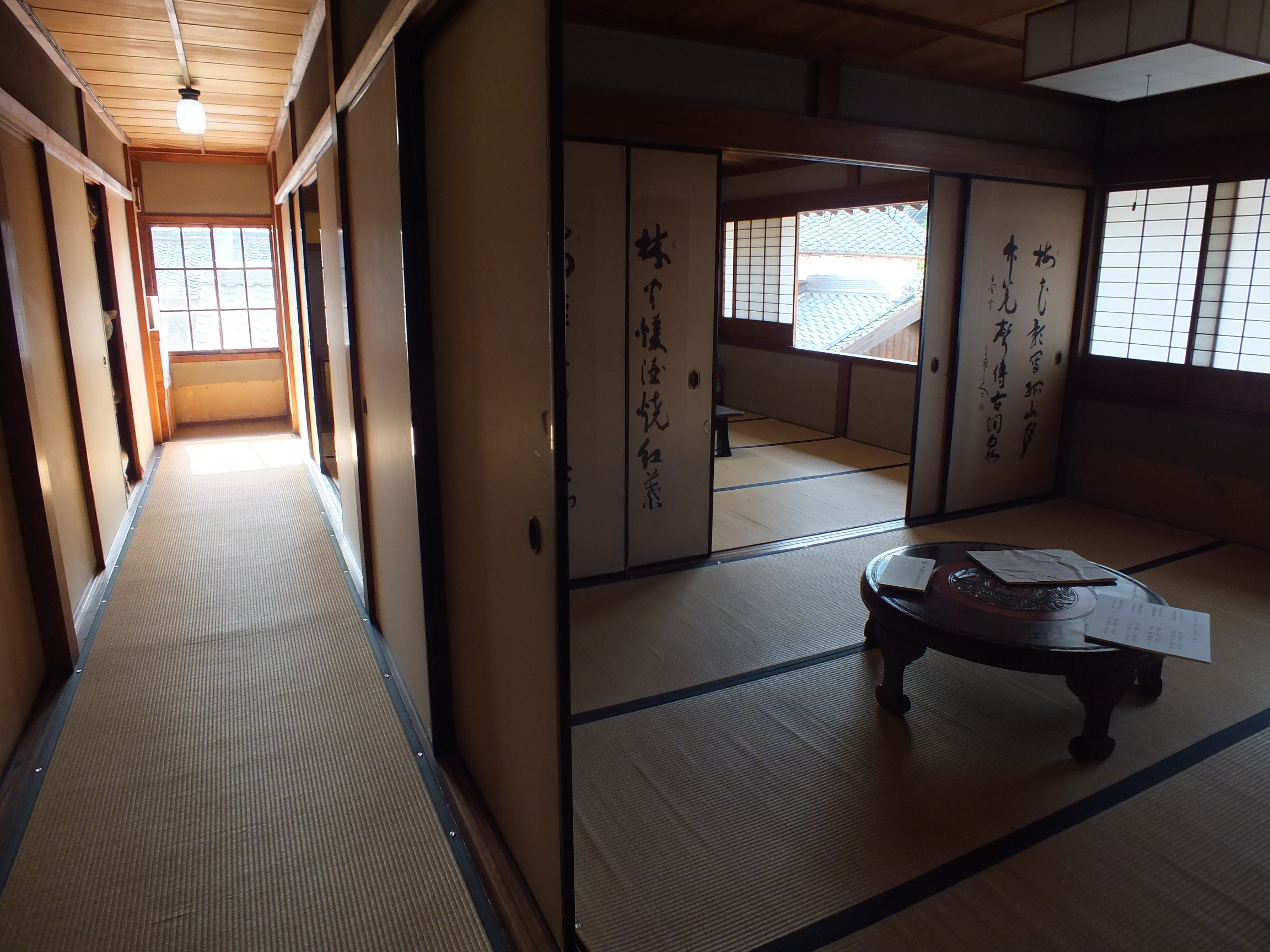
母屋2階。
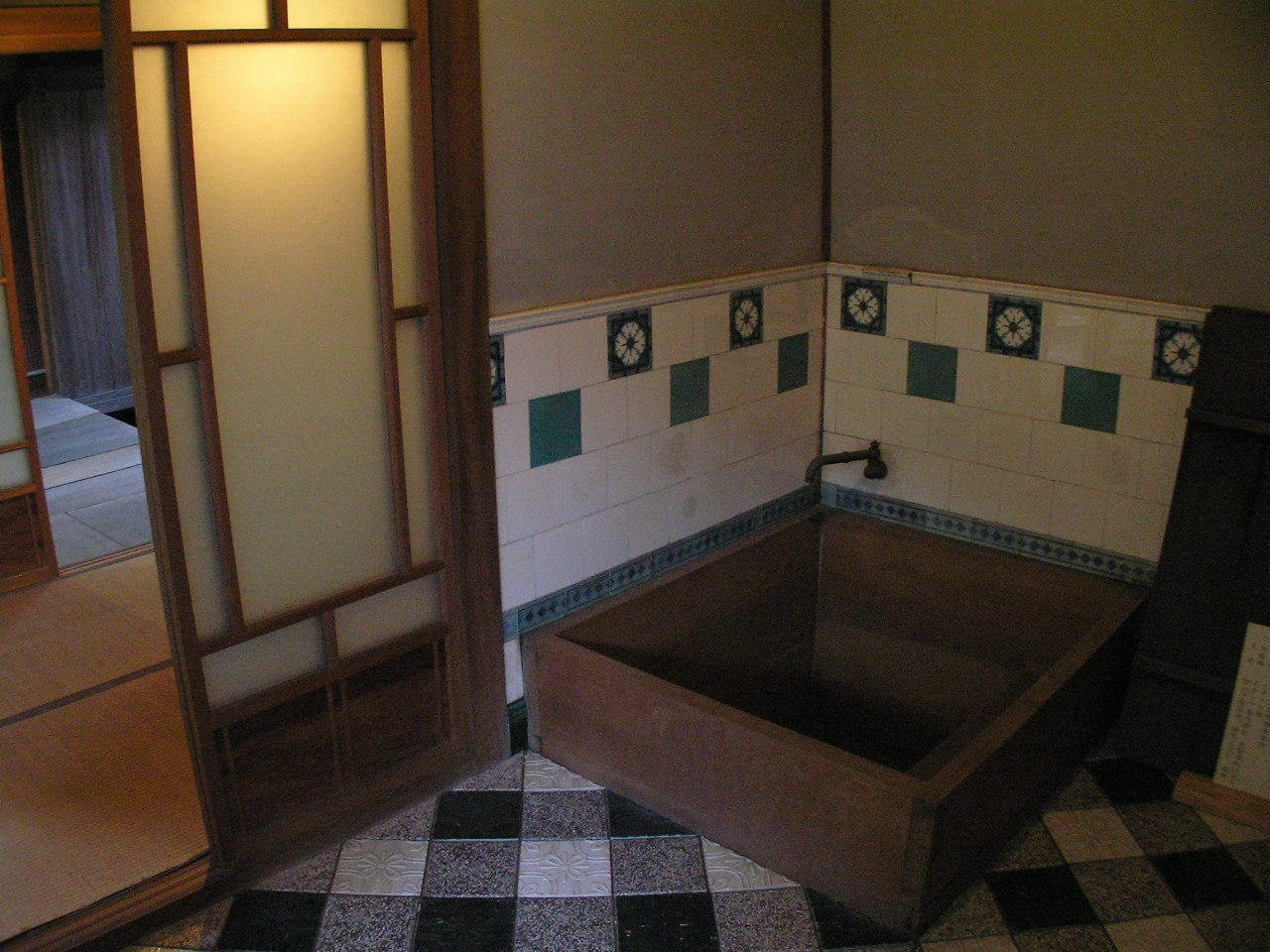
浴室。高野槙の湯船。
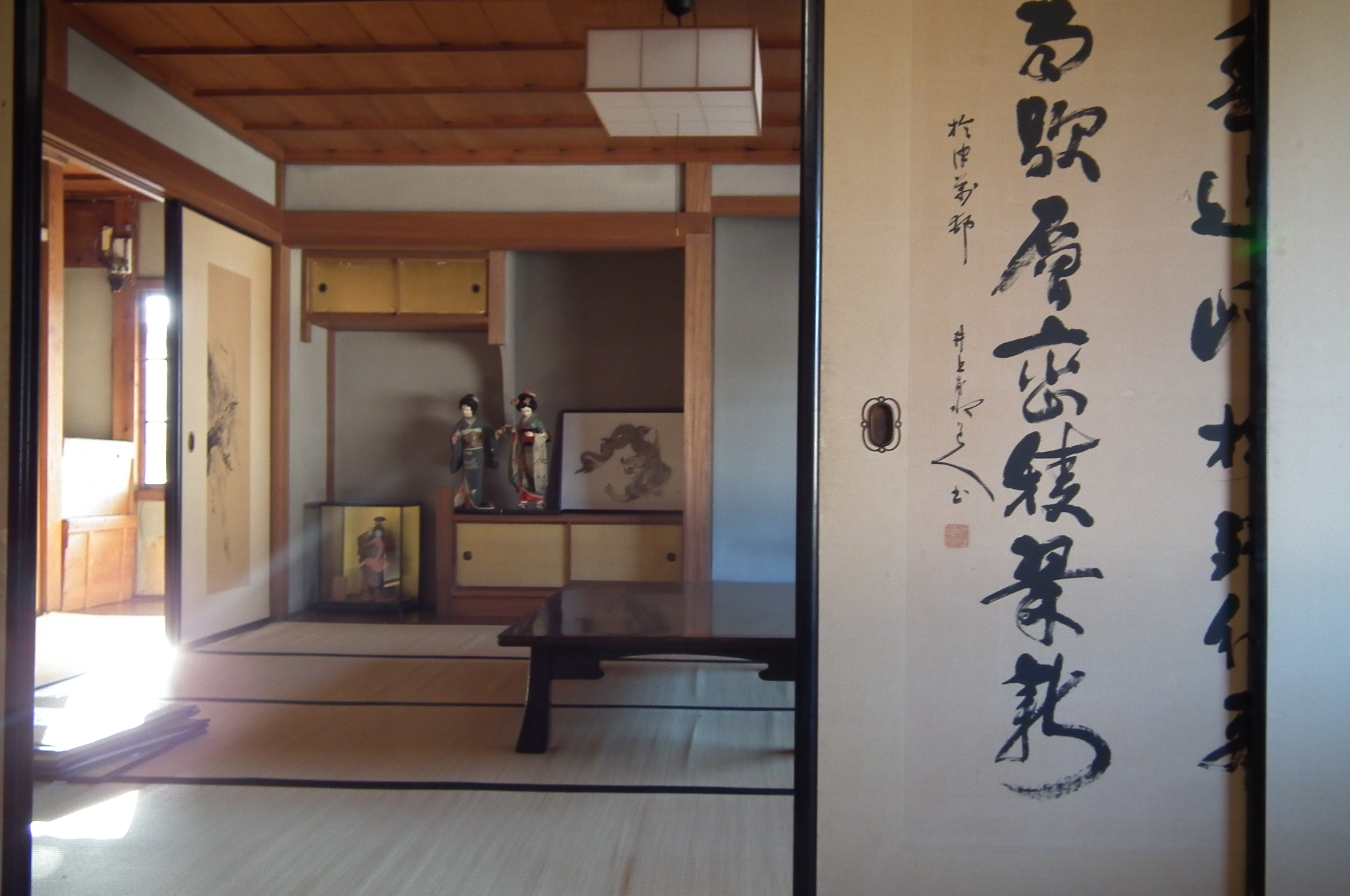
それぞれの部屋には細部に至るまで趣向が凝らされている。
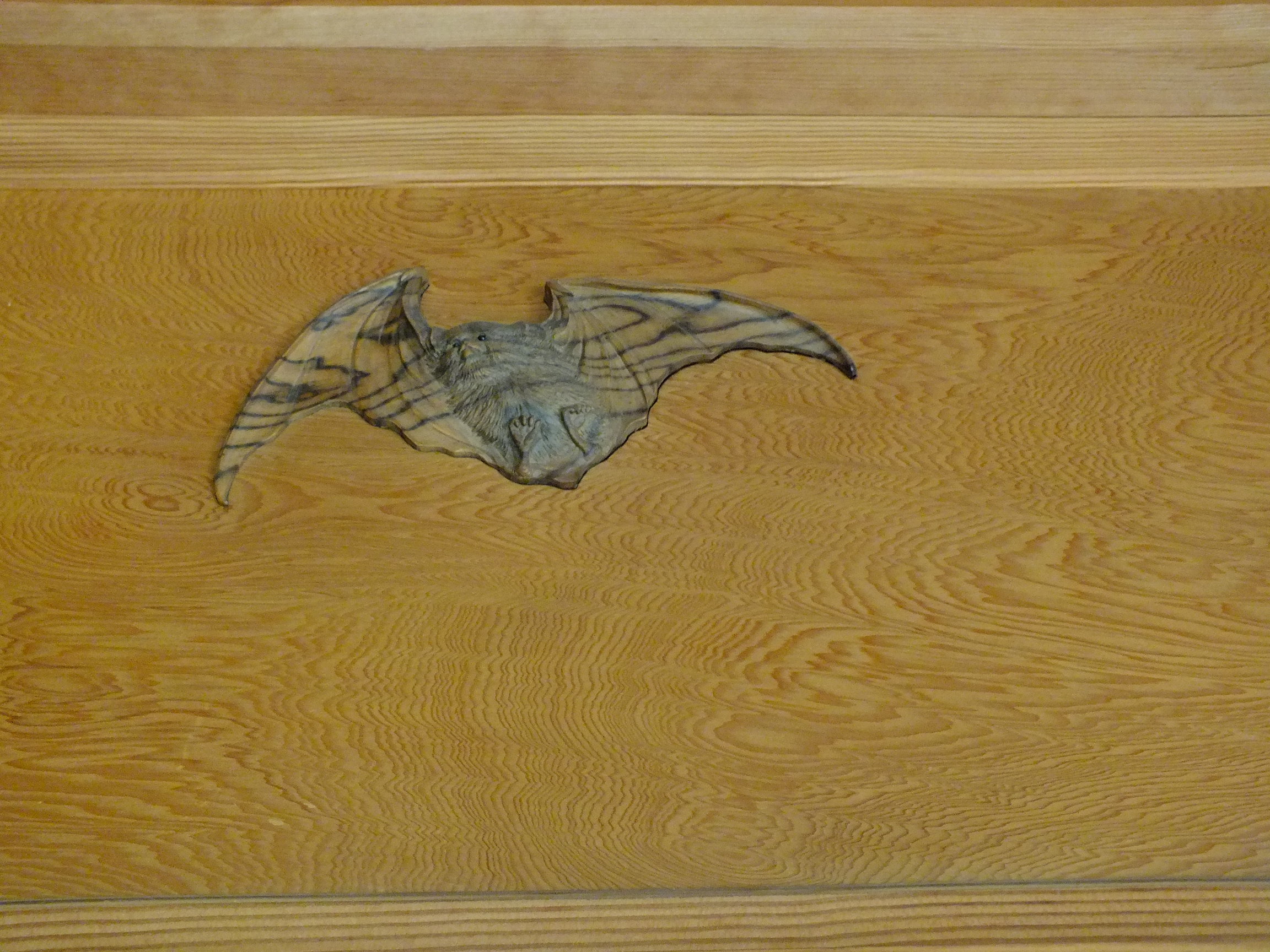
欄間に彫刻された縞柿の「蝙蝠」、蝙蝠の目は黒サンゴでできている。
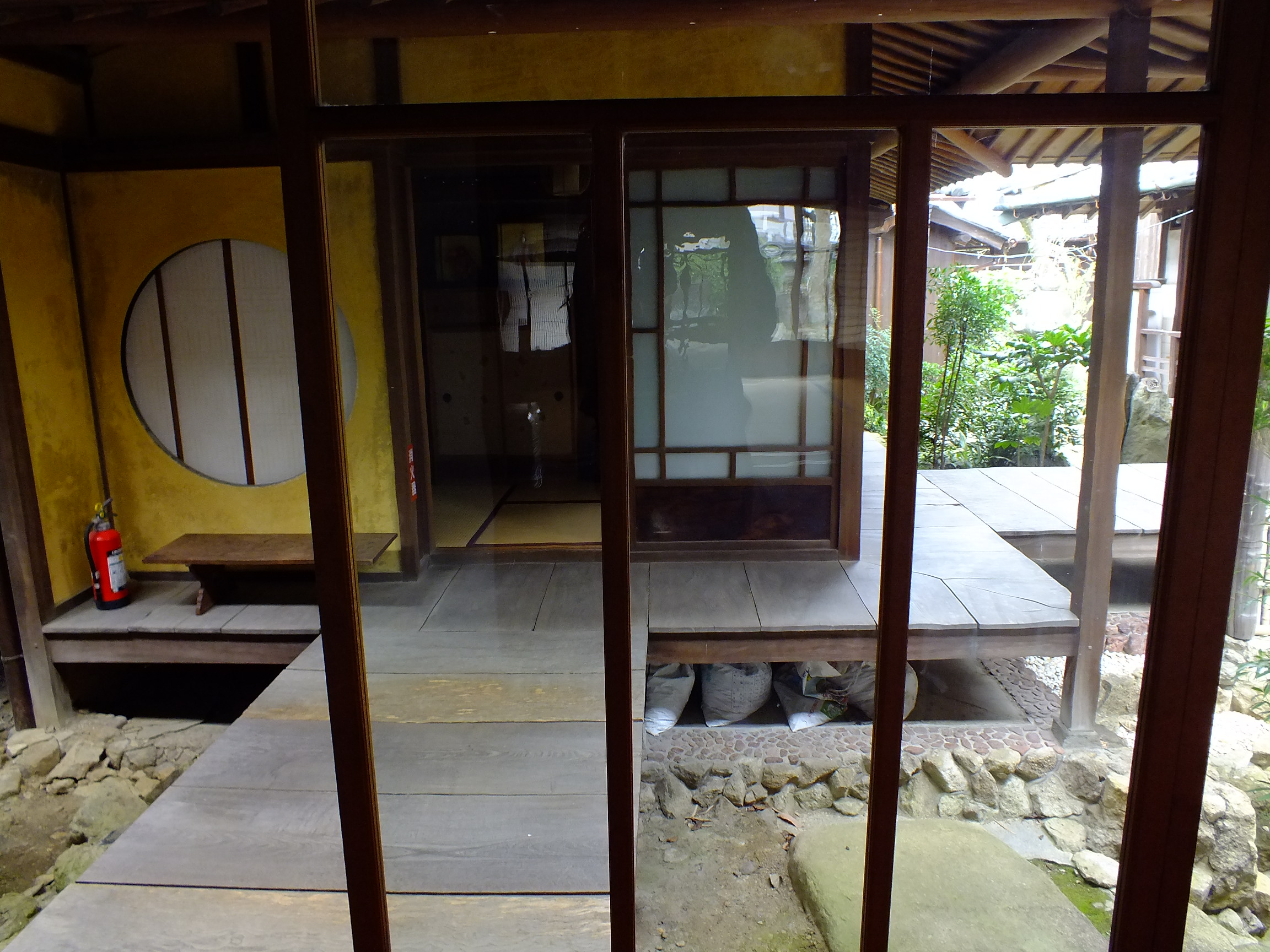
廊下で接続される風呂、便所棟。
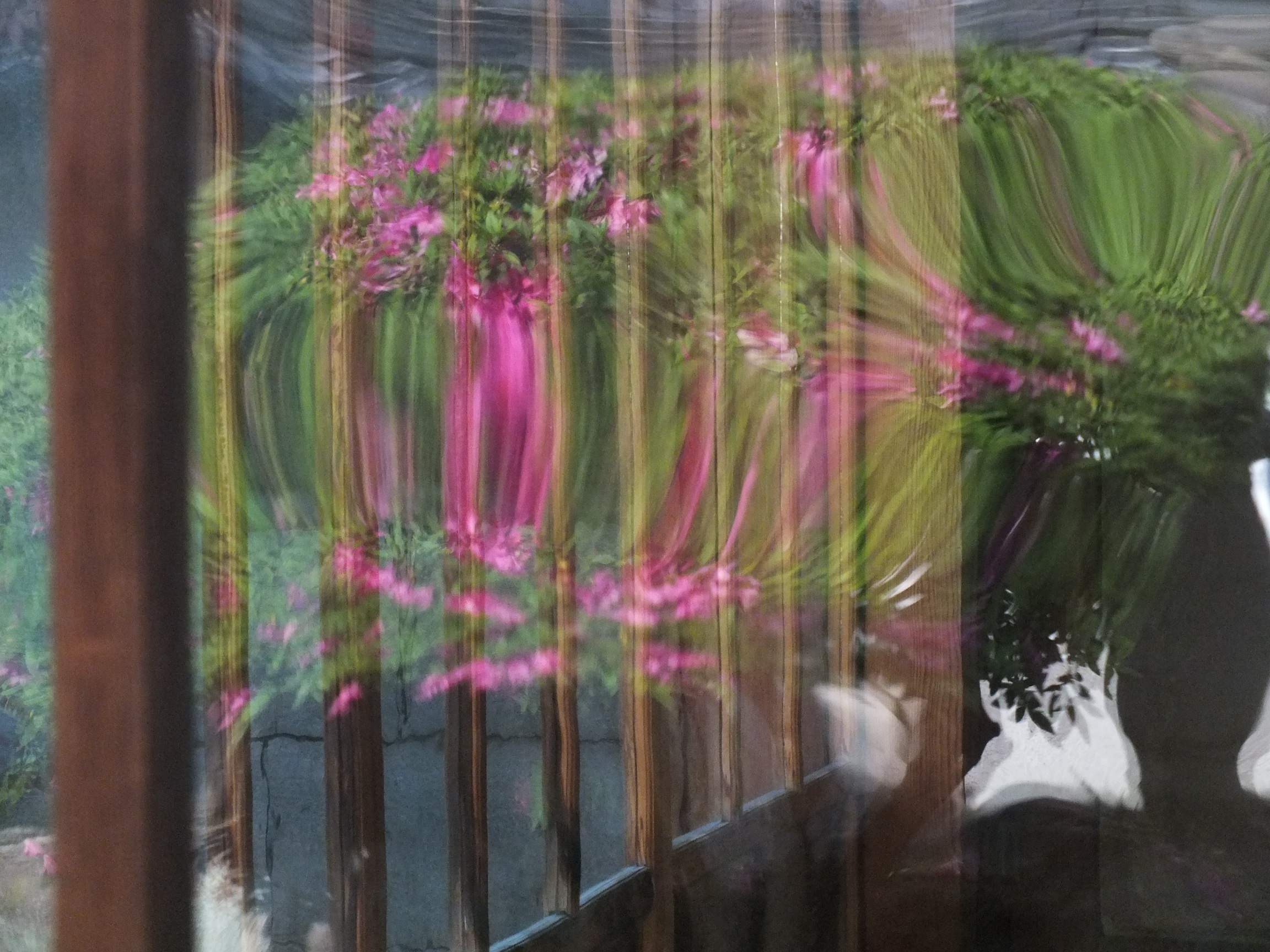
母屋に使用される硝子戸。
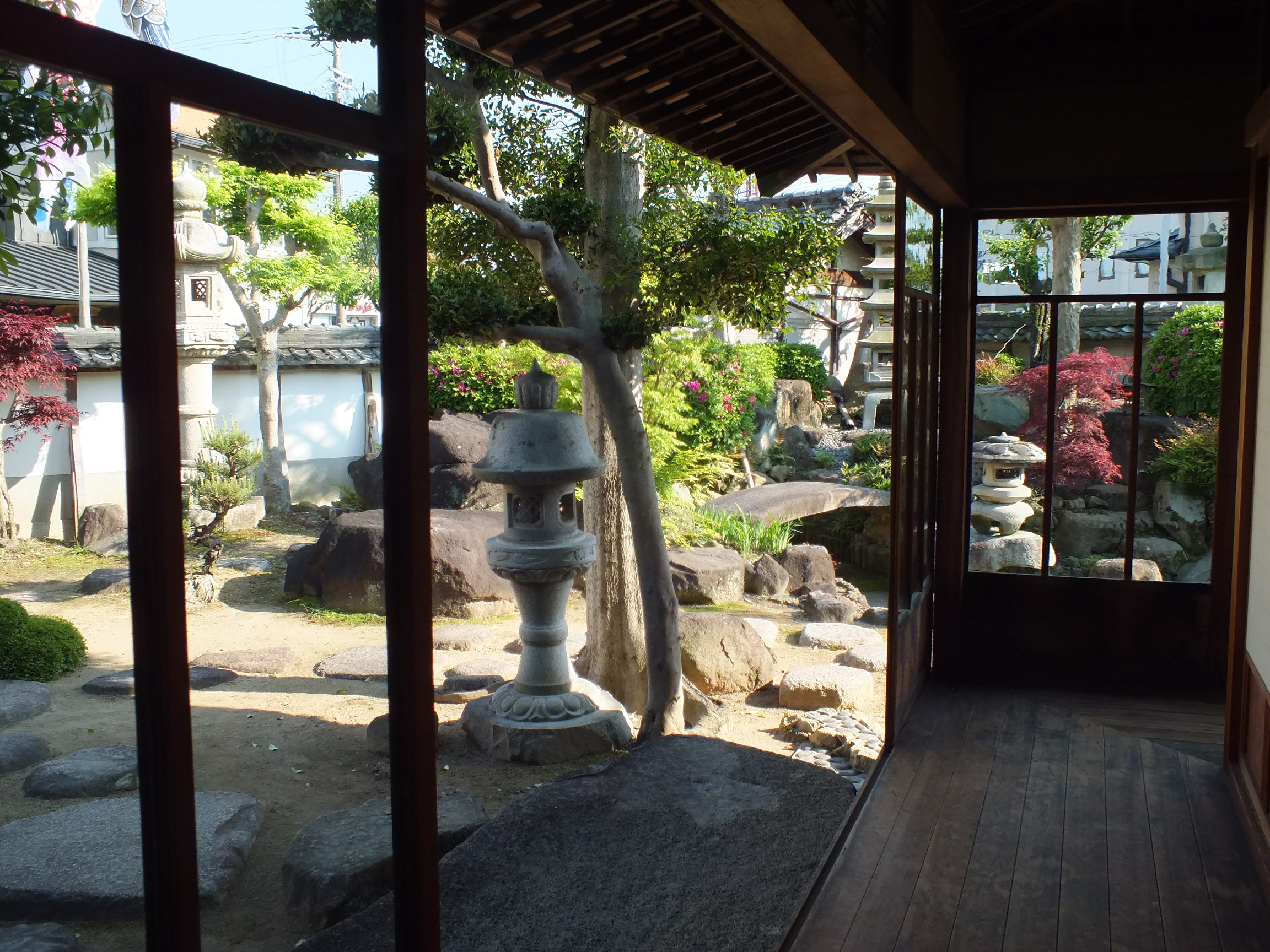
廊下と庭園。
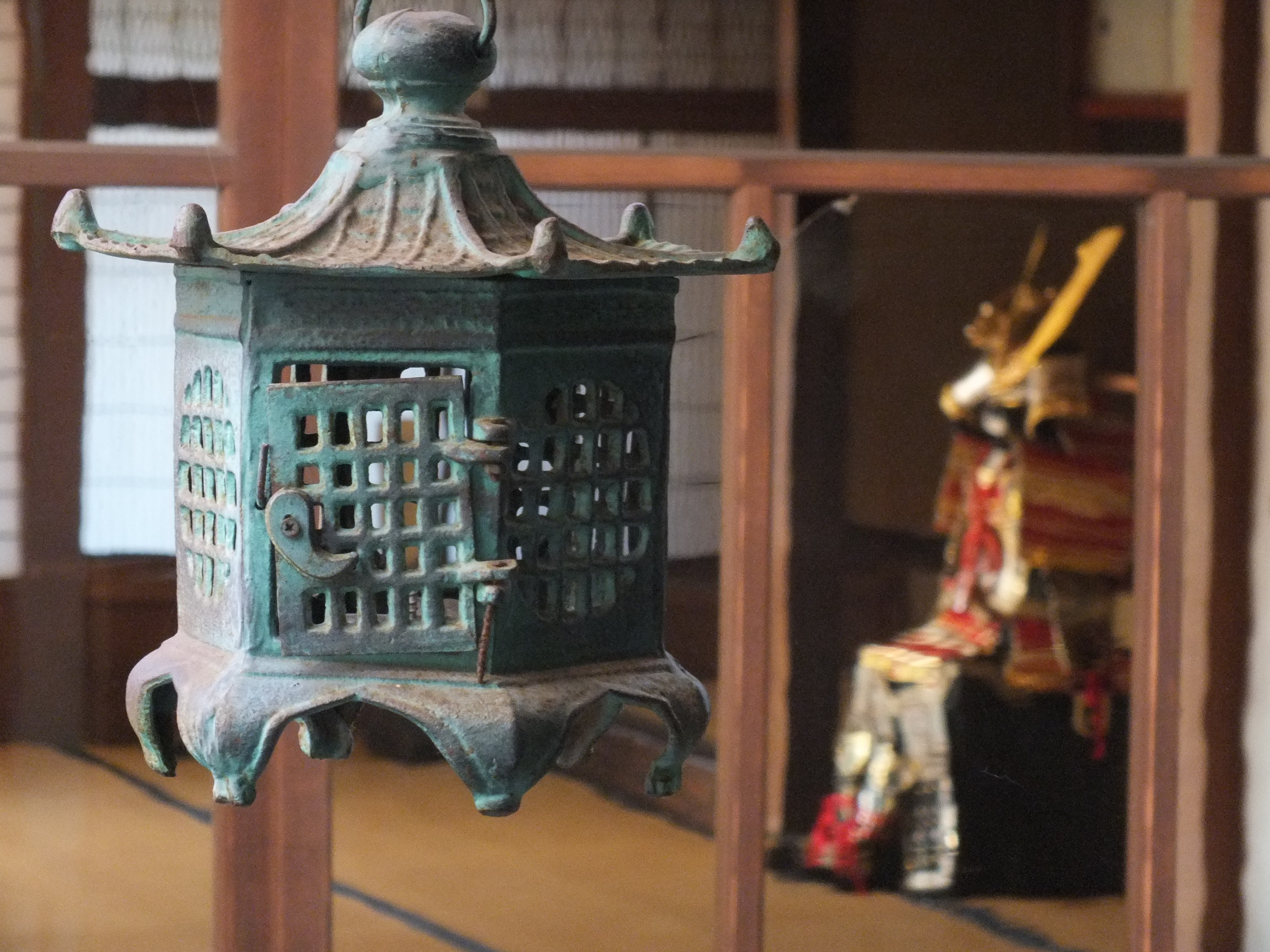
吊灯篭の架かる廊下。
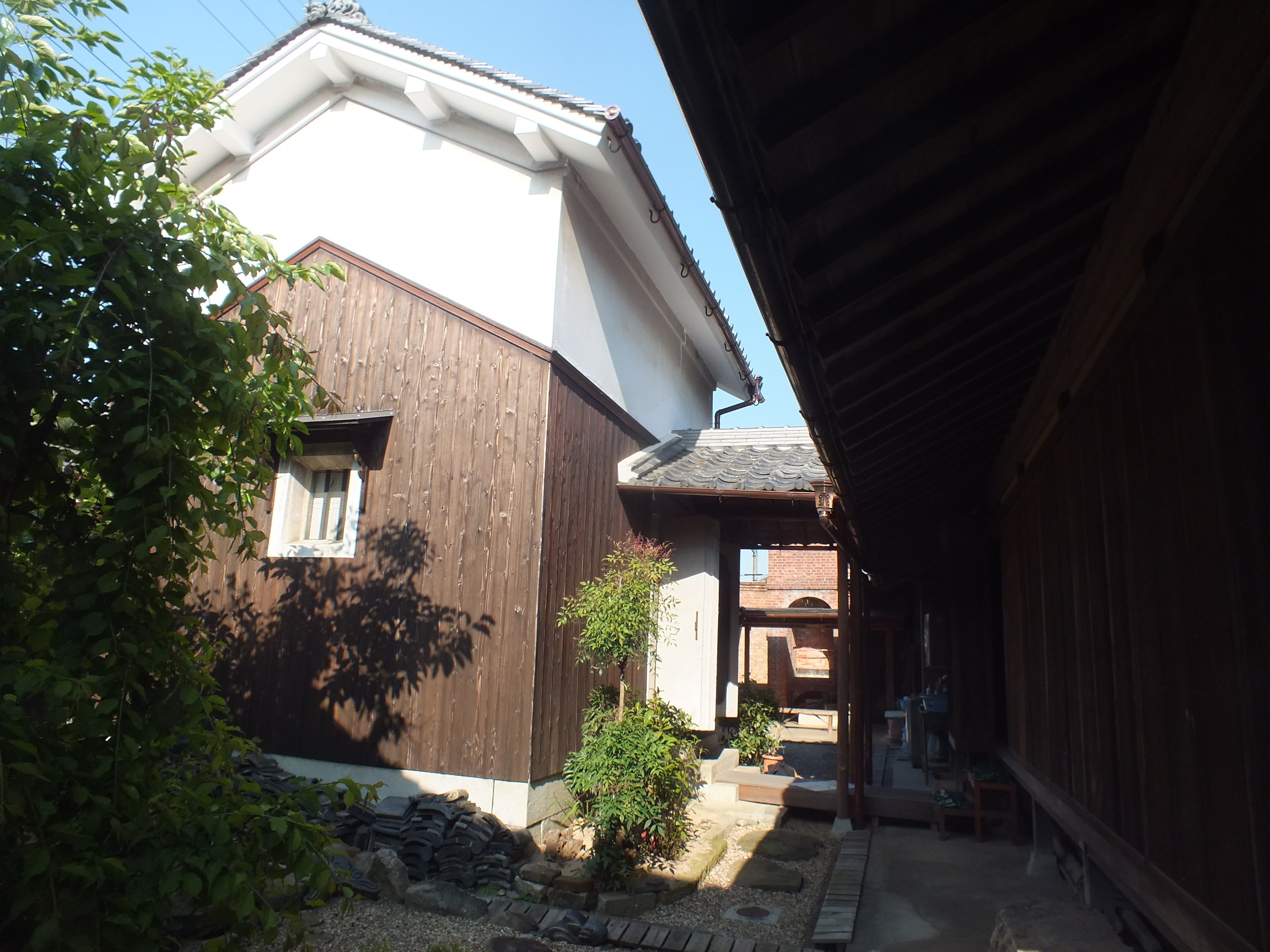
蔵。
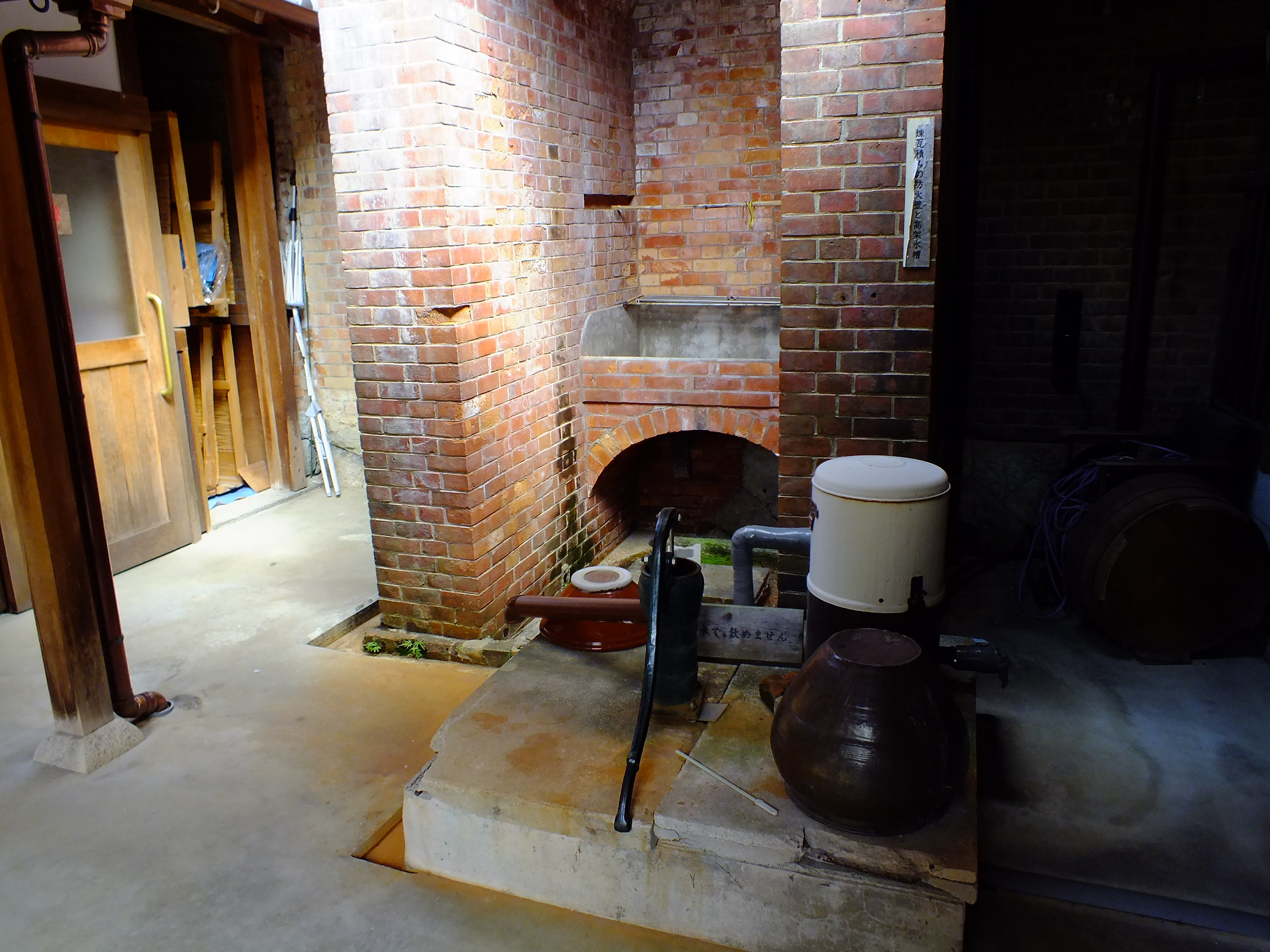
中庭の井戸。
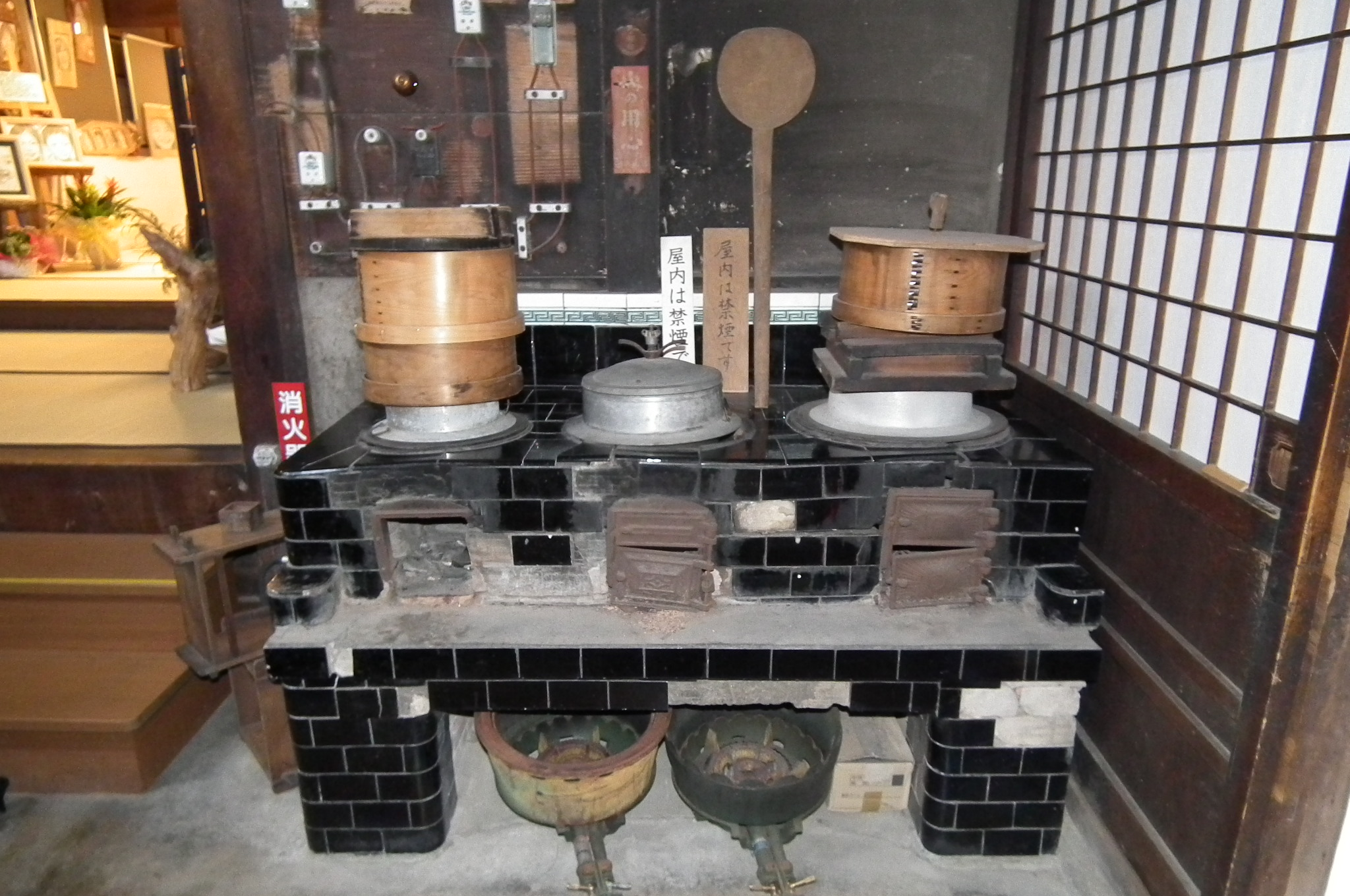
母屋内の竈。
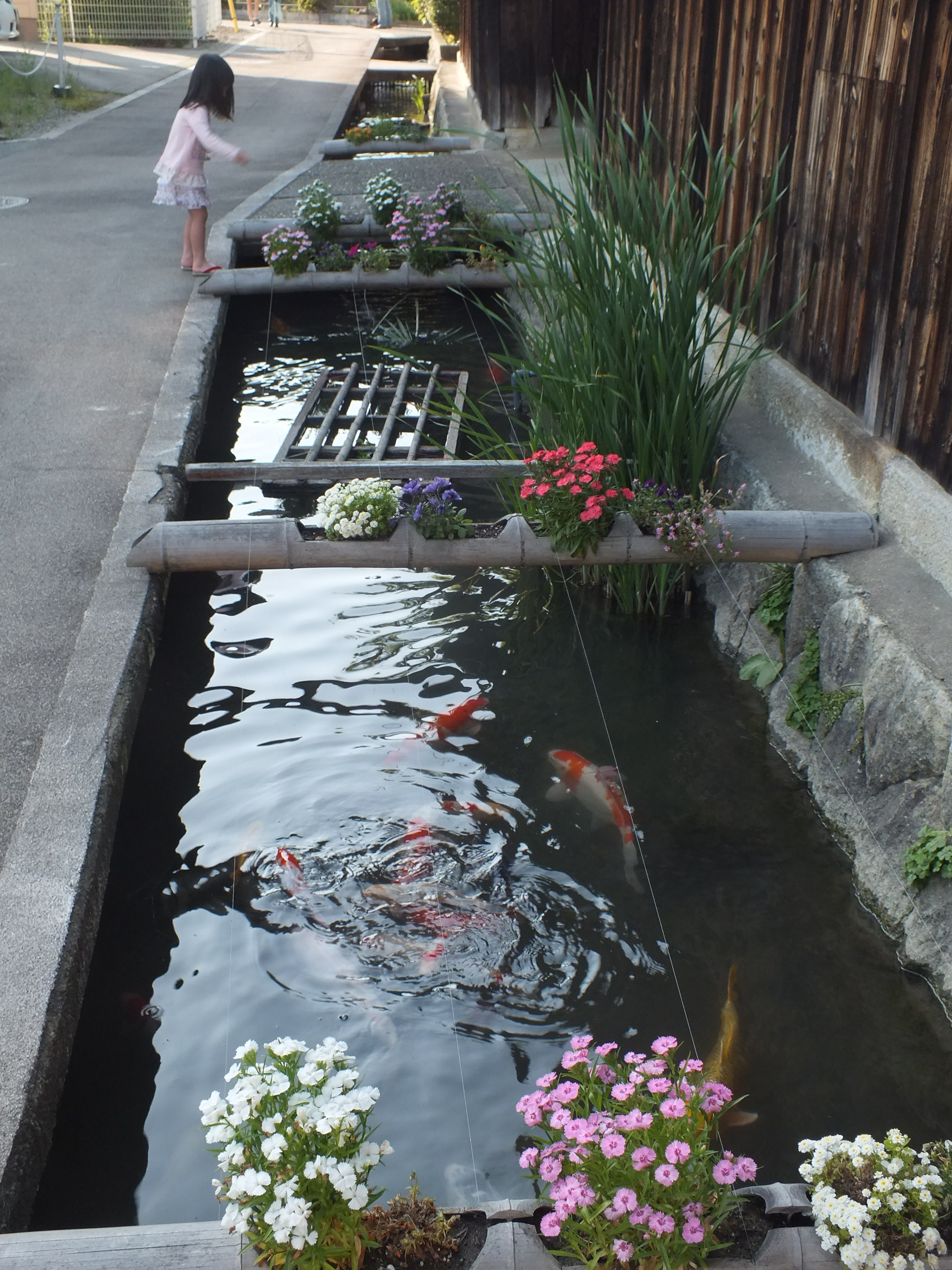
鯉の泳ぐ門前の用水路。

## 交通アクセス
- JR加古川線西脇市駅より約1.5km、徒歩約20分。または神姫バスで約10分「東本町」下車すぐ。

## 利用
開館時間
10時～18時（10月～3月は17時まで）
休館日
月曜日（祝日の場合は翌日）
年末年始（12月29日～1月3日）
入館料
無料
使用料
母屋和室：一室につき1時間100円。
離れ和室：一棟につき1時間200円。
※お茶、句会、舞踊、パッチワークなどに、利用されている。 

## 周辺情報
旧来住家住宅に併設して西脇市のアンテナショップ「西脇情報未来館21」が設けられている。西脇情報未来館21では2023年春まで播州織のワイシャツも販売していたが、同館の新装にあわせ、播州織の販売コーナーは播州織工房館内に移設された。
- 西脇情報未来館21
- 播州織工房館